# Donja Stubica
Donja Stubica ist eine Stadt in der kroatischen Gespanschaft Krapina-Zagorje, die die Gebirgslandschaft des Hrvatsko Zagorje nördlich von Zagreb bis zur Grenze zu Slowenien umfasst.

## Geographie

### Lage
Donja Stubica liegt etwa 40 Kilometer nördlich von Zagreb am nördlichen Bergabhang der Medvednica. Das Stadtgebiet umfasst eine Fläche von 44,6 km². Es erstreckt sich vom Berg Medvednica bis zur weiten Ebene des Flusses Krapina.

### Stadtgliederung
Die Stadt besteht aus zehn Orten: Donja Podgora, Donja Stubica, Gornja Podgora, Hižakovec, Hruševec, Lepa Ves, Matenci, Milekovo selo, Pustodol und Vućak. Der größte dieser Orte ist Donja Stubica. Das vollständige Stadtgebiet mit Umgebung wird Grad Donja Stubica genannt.

### Klima
Die Region weist ein kontinentales Klima auf. Die Winter sind meist recht mild, die Sommer mäßig warm. Der Herbst ist in der Regel wärmer als das Frühjahr. Die Jahresdurchschnittstemperatur liegt zwischen 9,3 und 10,6 °C. Die Durchschnittstemperatur im Juli liegt unter 22 °C. Der kälteste Monat ist der Januar mit durchschnittlich −2 °C.
Die Niederschläge erreichen ihr Maximum von Mai bis Juli. Die geringsten Niederschläge gibt es im Februar und März. Diese Verteilung der Niederschläge wirkt sich positiv auf die Landwirtschaft aus. Im Durchschnitt über mehrere Jahre wurden Niederschläge von etwa 1000 Millimeter in den Niederungen, 1200 Millimeter auf den Hügeln und 1400–1500 Millimeter in den höchsten Regionen gemessen.

### Nachbargemeinden
Die Stadt grenzt im Norden an die Stadt Zabok und die Gemeinde Bedekovčina, im Nordwesten an die Stadt Oroslavje, im (Süd-)Westen an die Gemeinde Stubičke Toplice, im Süden an die Stadt Zagreb und im Osten an die Gemeinde Gornja Stubica an.

## Geschichte
Der Ort Donja Stubica wurde 1209 vom ungarisch-kroatischen König Andreas II. (Ungarn) gegründet. 1573 fand hier der kroatisch-slowenische Bauernaufstand unter der Führung von Matija Gubec statt.
Zum historischen Erbe Donja Stubicas gehören neben zahlreichen weltlichen und geistlichen Kulturdenkmalen auch vier bedeutende archäologische Funde. Aufgrund der historischen Bedeutung erhielt Donja Stubica Anfang 1997 die Stadtrechte.

### Einwohnerentwicklung
Im 19. Jahrhundert war Hrvatsko Zagorje das am stärksten besiedelte Gebiet  Kroatiens. Von 1857 bis 1931 stieg die Zahl der Einwohner, dann geriet diese Entwicklung ins Stocken. Von 1953 bis 1971 nahm die Bevölkerung rapide ab: Die Geburtenrate ging zurück, auch ein langer Prozess der Abwanderung wirkte sich aus.
Von 1857 bis zur jüngsten Volkszählung im Jahr 2001 verzeichnete Stadt Donja Stubica einen kontinuierlichen Anstieg der Bevölkerung. Anders als die Gespanschaft konnte die Stadt Donja Stubica ihre Bevölkerung in den letzten Jahren steigern. Sie ist eine der wenigen selbst verwalteten Kommunen mit positiver Bevölkerungsentwicklung.
Bei der Volkszählung 2011 wurden 5680 Einwohner ermittelt. Die meisten davon entfielen auf den Hauptort Donja Stubica (2200).
Die Bevölkerungsdichte ist relativ hoch. Donja Stubica hat 134,8 Einwohner/km² und liegt damit sowohl über der Gespanschaft (115,7 Einwohner/km²) als auch über dem Landesdurchschnitt von 78,5 Einwohner/km².

## Kultur und Sehenswürdigkeiten

### Museen
Dem kroatisch-slowenischen Bauernaufstand ist ein Museum gewidmet. Es wurde 1973 zum 400. Jahrestag des Bauernaufstandes gegründet und war sowohl als historisches Museum als auch als Gedenkstätte konzipiert. Das Museum ist im Oršic-Herrenhaus in Gornja Stubica untergebracht, einer der wenigen feudalen Residenzen, die in der Zeit des Sozialismus für die Öffentlichkeit zugänglich waren. Neben Text- und Bildtafeln sowie musealen Objekten enthielt das Museum auch maßstabgetreue Modelle, Projektionen und Videos, die in Kroatien damals ungewöhnlich waren. Die Ausstellung war teilweise ideologisch gefärbt. Zu Beginn des Jahres 2002 eröffnete das Museum der Bauernaufstände mit einer grundlegend erneuerten Ausstellung. Das zentrale Thema der Revolte wird nun in einen historischen Zusammenhang eingebettet, der von der Feudalherrschaft des späten Mittelalters bis zur Abschaffung der Leibeigenschaft im Jahr 1848 reicht.
Der Verein Kajkavijana tritt für die Bewahrung und Förderung des kajkavischen Dialektes ein, der nördlich der Kupa und der oberen Save gesprochen wird. Damit pflegt er das traditionelle Erbe der Region, ebenso wie der Kultur-Kunst-Verein Stubica. Die  Dauerausstellung Kajkaviana Croatica im Herrenhaus Stubički Golubovec gibt seit 2002 einen Überblick über die kajkavische schriftliche und mündliche Literatur. Die Ausstellung präsentiert etwa 50 Kunstwerke aus der Sammlung von Dr. Antun Bauer, der einen Teil seiner Sammlung zeitgenössischer Kunst der Stadt Donja Stubica übergeben hat.
Auch die Grundschule in Gornja Stubica bemüht sich um die Bewahrung der traditionellen Kultur. Dabei hat sich eine ethnographische Sammlung angesammelt, die im Erdgeschoss der Schule ständig ausgestellt wird. Die Grundschule in Donja Stubica sammelt ebenfalls Gegenstände im Zusammenhang mit den lokalen Traditionen und der Gründung der ersten Schule in der Stubica-Region.
Die Künstlerkolonie Pihači in Stubičke Toplice versammelt jedes Jahr zahlreiche Kunstliebhaber, hauptsächlich Amateure.

### Regelmäßige Veranstaltungen
An den Bauernaufstand und andere historische Ereignisse der Region erinnern Veranstaltungen im Sinn der Living History. Am Anfang stand das Projekt „Das Mittelalter in Hrvatsko Zagorje“, das neues Leben in die Burgen in der Region bringen sollte. Höhepunkt war und ist ein Ritterturnier in Gornja Stubica. Die Besucher können sich aktiv am Programm beteiligen. Davon verspricht sich die Stadt auch wirtschaftliche und touristische Chancen.
Zum Jahrestag des Bauernaufstandes organisiert das Museum auch eigene Veranstaltungen, die historische Szenen und Charaktere nachempfinden. Im Februar endet die Veranstaltung mit der Rekonstruktion der Schlacht bei Stubica. Daraus entstanden lokale Vereine wie die Ritter des goldenen Kelchs und Tahys Schützen, die mittelalterliche Fertigkeiten und Bräuche auf  vielen Veranstaltungen in Kroatien darstellen.

## Wirtschaft und Infrastruktur
In Donja Stubica und der Region sind viele kleine und mittelständische Unternehmen des Handels und des Tourismus ansässig. Die Firmen Metalis, Hidraulika Kurelja, Trgostil, Frassinox und Perfa sind in Kroatien bekannt. Das Hotel Jezerčica wurde vor kurzem wiedereröffnet.

### Verkehr
Das Straßennetz verbindet Donja Stubica mit den Nachbarregionen in Nord-Süd- und Ost-West-Richtung, der Berg Medvenica bildet jedoch ein natürliches Verkehrshindernis in Richtung Zagreb.
Die Autobahn A 2 Zagreb – Macelj ist ein Teil der europäischen Strecke E 59.
Donja Stubica liegt an der Bahnlinie Zabok – Gornja Stubica.

### Medien
Der lokale Radiosender Radio Stubica besteht seit 1971 und sendet ein  24-stündiges Programm auf UKW. Es ist in der Region Hrvatsko Zagorje und bis nach Zagreb zu empfangen.
In Donja Stubica erscheinen zwei lokale Zeitschriften: Stubički glasnik und das humoristische Blatt Zagorski potepuh.

## Partnerstadt
Partnerstadt von Donja Stubica ist seit September 2002 die Stadt Rodgau (Hessen).

## Persönlichkeiten
- Željko Matuš (* 1935), Fußballspieler
- Zvonko Breber (* 1952), Fußballspieler
- Viktor Potočki (* 1999), Radrennfahrer